# Jay Mohr
Jay Mohr est un acteur, producteur et scénariste américain, né le 23 août 1970 à Verona (New Jersey).

## Biographie
Jay Mohr est né le 23 août 1970 à Verona (New Jersey). Ses parents sont Jon Wood Mohr et Jean Ferguson.
Il a deux sœurs, Julia et Virgina Mohr. Il est cousin avec Conan O'Brien.

### Vie privée
Il a été marié à Nicole Chamberlain de 1998 à 2005. Ils ont un fils, Jackson Mohr, né en 2002.
Il se remarie avec l'actrice Nikki Cox avec qui il a un fils né le 5 mai 2011, Meredith Daniel Mohr. Ils divorcent en 2018.
Il se fiance à Jeanie Buss en 2022.

## Filmographie

### Acteur

#### Cinéma

##### Longs métrages
- 1996 : For Better or Worse de Jason Alexander : Dwayne
- 1996 : Jerry Maguire de Cameron Crowe : Bob Sugar
- 1997 : Le Petit Grille-pain courageux : À la rescousse (The Brave Little Toaster to the Rescue) de Robert C. Ramirez : Mack (voix)
- 1997 : Trait pour trait (Picture Perfect) de Glenn Gordon Caron : Nick
- 1997 : Suicide Kings de Peter O'Fallon : Brett Campbell
- 1998 : Paulie, le perroquet qui parlait trop (Paulie) de John Roberts : Benny / Paulie (voix)
- 1998 : Small Soldiers de Joe Dante : Larry Benson
- 1998 : Le Prince de Sicile (Mafia!) de Jim Abrahams : Anthony 'Tony' Cortino
- 1998 : La Carte du cœur (Playing by Heart) de Willard Carroll : Mark
- 1999 : Go de Doug Liman : Zack
- 1999 : 200 Cigarettes de Risa Bramon Garcia : Jack
- 2000 : Un monde meilleur (Pay It Forward) de Mimi Leder : Chris Chandler
- 2000 : Cherry Falls de Geoffrey Wright : Leonard Marliston
- 2001 : Speaking of Sex de John McNaughton : Dan
- 2002 : Pluto Nash (The Adventures of Pluto Nash) de Ron Underwood : Tony Francis
- 2002 : Simone (S1m0ne) d'Andrew Niccol : Hal Sinclair
- 2004 : Seeing Other People de Wallace Wolodarsky : Ed
- 2005 : On arrive quand ? (Are We There Yet?) de Brian Levant : Marty
- 2005 : Un plan béton (King's Ransom) de Jeff W. Byrd : Corey
- 2006 : Even Money de Mark Rydell : Augie
- 2006 : Petit Mariage entre amis (The Groomsmen) d'Edward Burns : Mike Sullivan
- 2008 : Au bout de la nuit (Street Kings) de David Ayer : Mike Clady
- 2008 : Lonely Street de Peter Ettinger : Bubba Mabry
- 2010 : Au-delà (Hereafter) de Clint Eastwood : Billy Lonegan, le frère de George
- 2013 : L'Incroyable Burt Wonderstone (The Incredible Burt Wonderstone) de Don Scardino : Rick
- 2014 : Dumbbells de Christopher Livingston : Harold
- 2015 : Road Hard d'Adam Carolla et Kevin Hench : Jack Taylor
- 2018 : All About Nina d'Eva Vives : Mike
- 2018 : Mr. Malevolent de Rusty Cundieff et Darin Scott : Raymond
- 2019 : Drowning de Melora Walters : Henry
- 2019 : Hollow Point de Daniel Zirilli : Trigger
- 2019 : PupParazzi d'Ari Novak : Syndey Flow
- 2020 : Les chasseurs de la nuit (The Orchard) de Michael Caissie : Thomas Delaney
- 2023 : Air de Ben Affleck : John Fisher

##### Courts métrages
- 2018 : My Movie Star de Kevin Forrest : La muse
- 2018 : Underground d'Adam Taylor : L'homme sur la lune (voix)
- 2019 : The Journeyman de Pamela Perrine : Everett

#### Télévision

##### Séries télévisées
- 1992 - 1993 : Camp Wilder : Dorfman
- 1996 : The Jeff Foxworthy Show : Wayne Foxworthy
- 1998 : De la Terre à la Lune (From the Earth to the Moon) : Brett Hutchins
- 1999 : Action : Peter Dragon
- 2000 : Les Simpson (The Simpsons) : Christopher Walken (voix)
- 2000 / 2005 : Les Griffin (Family Guy) : Wilshard Watkins / Logan / Joe Pecsi (voix)
- 2001 : Night Visions : Lieutenant Dale Stillman
- 2002 : Scrubs : Dr Peter Fisher
- 2003 : Fastlane : Roland Hill
- 2003 : Mad TV : Chris Penn
- 2003 : Les Experts : Miami (CSI : Miami) : Aaron Schecter
- 2004 : Las Vegas : Martin Levson[2]
- 2004 : À la Maison-Blanche (The West Wing) : Taylor Reid
- 2006 - 2008 : Ghost Whisperer : Rick Payne
- 2008 - 2010 : La nouvelle vie de Gary (Gary Unmarried) : Gary Brooks
- 2009 : Monk : Harrison Powell
- 2010 : Outlaw : Henry Ashford
- 2011 : New York, section criminelle (Law and Order : Criminal Intent) : Nyle Brite
- 2011 : Suspect numéro 1 : New York (Prime Suspect) : Bullock
- 2011 - 2013 : Suburgatory : Steven Royce
- 2016 : BoJack Horseman : Jurj Clooners / Foggy St. Jerusalem / Le médecin à la télévision (voix)
- 2016 : Les 7N (The 7D) : Suave Seashell / Roi Groucharoonie (voix)
- 2017 / 2019 : American Housewife : Alan
- 2018 : Very Bad Nanny (The Mick) : Bert
- 2022 : The Cleaning Lady : Eric Knight

##### Téléfilms
- 1995 : Pieds nus dans la jungle des studios (The Barefoot Executive) de Susan Seidelman : Matt
- 1999 : Olive, the Other Reindeer de Steve Moore : Tim (voix)
- 2001 : Black River (en) de Jeff Bleckner : Boyd "Bo" Aikens
- 2006 : Un Noël pour l'éternité (Christmas Do-Over) de Catherine Cyran : Kevin
- 2011 : Un mariage en cadeau (A Christmas Wedding Tail) de Michael Feifer : Rusty (voix)
- 2017 : Party Boat de Dylan Kidd : Officier Walsh

#### Jeux vidéos
- 2006 : Scarface : The World Is Yours : Logan / Jimmy Boca (voix)
- 2008 : Saints Row 2 : Dane Vogel (voix)
- 2008 : Blitz : The League 2 : Un agent (voix)
- 2009 : Leisure Suit Larry : Box Office Bust : Kip Whiteman (voix)

### Comme producteur
- 2002 : Mohr Sports (série télévisée)
- 2003 : Last Comic Standing (série télévisée)
- 2004 : Last Comic Standing 2 (série télévisée)
- 2004 : Last Comic Standing 3 (série télévisée)
- 2006 : Last Comic Standing 4 (série télévisée)

### Comme scénariste
- 1998 : Saturday Night Live: The Best of Phil Hartman (TV)
- 1998 : Saturday Night Live: The Best of Chris Farley (TV)
- 1998 : The Bad Boys of Saturday Night Live (TV)
- 1999 : Saturday Night Live: The Best of Chris Rock (TV)
- 1999 : Saturday Night Live: The Best of Adam Sandler (TV)
- 1999 : Saturday Night Live: 25th Anniversary (TV)

## Anecdote
Il a présenté les concours de costumes et de danses lors des BlizzCon 2008, 2009, 2010, 2011 et 2013, l'évènement de Blizzard Entertainment qui se déroule au Convention Center d'Anaheim, en Californie.

## Voix francophones
En France
| - Luc Boulad dans : - Suicide Kings - On arrive quand ? - All About Nina - À la Maison-Blanche (série télévisée) - Michel Mella dans : - Le Prince de Sicile - Un Noël pour l'éternité - Ghost Whisperer (série télévisée) - Monk (série télévisée) - Alexandre Gillet dans : - Small Soldiers - Black River - Fastlane (série télévisée) - Franck Capillery dans : - Trait pour trait - Au-delà - Nicolas Marié dans : - Paulie, le perroquet qui parlait trop (voix) - Le Petit Grille-pain courageux : À la rescousse (voix) - Laurent Morteau dans : - Un plan béton - Even Money - Éric Aubrahn dans : - Au bout de la nuit - L'Incroyable Burt Wonderstone | - Pierre Tessier dans (les séries télévisées) : - Action - Scrubs Et aussi - William Coryn dans For Better or Worse - Thierry Ragueneau dans Jerry Maguire - Emmanuel Karsen dans De la Terre à la Lune (mini-série) - Tanguy Goasdoué dans La Carte du cœur - Damien Witecka dans Go - Daniel Lafourcade dans S1m0ne - Claude Rollet dans Pluto Nash - Thierry Wermuth dans Petit mariage entre amis - Jean Rieffel dans Dumbbells - Loïc Houdré dans New York, section criminelle (série télévisée) - Franck Dacquin dans La Nouvelle Vie de Gary (série télévisée) - Jean-François Lescurat dans Suspect numéro un New York (série télévisée) - Bernard Bollet dans Suburgatory (série télévisée) - Bruno Magne dans The Cleaning Lady (en) (série télévisée) |